# Jules Masselis
Jules Masselis (Ledegem, 19 novembre 1886 – Roeselare, 25 luglio 1965) è stato un ciclista su strada belga.
Professionista dal 1907 al 1926, ottenne due vittorie di tappa al Tour de France.

## Carriera
Nel 1911 e nel 1913 si aggiudicò la seconda tappa del Tour de France e la vittoria gli permise in entrambe le occasioni di conquistare anche la vetta della classifica e di indossare "idealmente" la maglia gialla (che sarà introdotta a partire dal 1919), ma allo stesso modo entrambe le volte la cedette nella tappa successiva. Si aggiudicò anche la terza edizione del Giro del Belgio nel 1910, e numerosi podi e piazzamenti nelle principali classiche del ciclismo dell'epoca
Anche suo fratello Camille, e i suoi nipoti Gery e André furono ciclisti professionisti, ma solo quest'ultimo corse assiduamente e raggiunse risultati, mentre il suo pronipote Ivan Masselis fu un ciclocrossista. Inoltre Jules divenne anche suocero di un altro ciclista belga François Neuville che come lui vincerà il Giro del Belgio nel 1936.

## Palmarès
- 1908

Omloop van het Houtland
- 1909

Paris-Liége
Paris-Sedan
- 1910

5ª tappa Giro del Belgio
7ª tappa Giro del Belgio
Classica generale Giro del Belgio
- 1911

2ª tappa Tour de France
- 1912

Paris-Menin
- 1913

2ª tappa Tour de France

### Altri successi
- 1908

Kermesse di Delinze
- 1926

Criterium di Moorslede

## Piazzamenti

### Grandi Giri
- Tour de France

1908: ritirato (3ª tappa)
1911: ritirato (5ª tappa)
1913: ritirato (7ª tappa)
1919: ritirato (9ª tappa)
1920: ritirato

### Classiche monumento
- Milano-Sanremo

1911: 13º
1912: 3º
1913: 12º
1914: 13º
- Parigi-Roubaix

1908: 10º
1909: 3º
1910: 8º
1912: 6º
1920: 12º
1921: 16º
- Giro delle Fiandre

1921: 10º